# Ляля-Иляги
Ляля-Иляги (азерб. Lələ-İlahi), также встречается название Лелетепе (азерб. Lələtəpə), — холм высотой 271,1 м, расположенный на расстоянии 2,9 км к северо-западу от села Чоджук-Марджанлы Джебраильского района Азербайджана.

## Этимология
По мнению азербайджанского фольклориста Седника Пирсултанлы, гора получила название по имени ашуга Ляля, сына Махмуда, жившего в этих краях в средние века и похороненного в селе Ахмедалылар Физулинского района.

## История
Во время Первой карабахской войны вершина Ляля-Илаги стала одним из полей сражений, так как контроль над ней позволял держать в зоне артиллерийской досягаемости находящийся к востоку стратегически важный город Горадиз, а также большую часть Физулинского района. Армянские силы сумели установить контроль над вершиной в 1993 году. В 1994 году, во время Горадизской операции, Ляля-Иляги временно перешла под контроль азербайджанской армии, но очень скоро, в результате ожесточённых боёв, вновь оказалась под контролем армян. Армянам не удалось установить контроль над единственным селом Джебраильского района — Чоджук-Марджанлы, — однако контроль над высотой позволял им держать его под огневым обстрелом, вследствие чего всё население, за исключением одной семьи, покинуло село.
2 апреля 2016 года, в ходе вооружённых столкновений, Ляля-Илаги вернулась под контроль азербайджанской армии. В результате операции Азербайджану удалось обезопасить Чоджук-Марджанлы и вернуть туда вынужденных переселенцев спустя 23 года.
В 2019 году археологическая экспедиция Института археологии и этнографии Национальной академии наук Азербайджана под руководством кандидата исторических наук Хагани Алмамедова объявила об обнаружении в окрестностях Ляля-Илаги поселения эпохи неолита, относимого к первой половине VI тысячелетия до н. э., общей площадью 0,9 га. В результате начатых в 2020 году археологических раскопок здесь был обнаружен зиккурат конической формы, а также остатки трёх строений: круглой, овальной и прямоугольной формы с небольшим участком забора. Многоярусное круглое строение диаметром в 3,3 м и высотой в 1,5—2 м использовались как жилое помещение; здесь были найдены два кувшина, орудия труда, изготовленные из камня и кости, и остатки очага. Под третьим ярусом был обнаружен скелет ребёнка. В расположенном неподалёку захоронении имелось 14 могил, в которых, помимо скелетов, находились ожерелья из стекла, камня и малахита, а также изготовленные из кости украшения и набалдашник.
По итогам Второй карабахской войны Азербайджан восстановил контроль над большей частью занятых армянами в 1991—1994 годах территорий, и прежде прифронтовая вершина Ляля-Илаги оказалась в глубоком тылу. В апреле 2021 года она стала предметом публичного обсуждения в Армении, когда противники премьер-министра Никола Пашиняна обвинили его в том, что он в самом начале войны отдал приказ провести операцию по захвату вершины «любой ценой». По мнению критиков, Пашинян намеревался в дальнейшем использовать возврат под армянский контроль того, что было потеряно при предыдущей власти, в качестве инструмента пропаганды, однако операция оказалась проведена неудачно и привела к развалу армянской обороны на юго-восточном фронте и гибели по меньшей мере 700 армянских военнослужащих. Пашинян отверг это обвинение, заявив, что операция была предложена и спланирована генералами, а он лишь модерировал дискуссию между ними.